# The Masked Marvel
The Masked Marvel é um seriado estadunidense de 1943, produzido pela Republic Pictures em 12 capítulos. Foi o trigésimo primeiro seriado da Republic, e apresentava um herói mascarado, Masked Marvel, com roupas executivas e uma máscara, que lutava contra o sabotador japonês Sakima e sua organização de espionagem. O gancho da história é que, em uma inversão do argumento comum do "vilão mascarado", dessa vez o herói é que é mascarado, e o público não sabe quem é o herói até o final; à platéia, apenas é transmitido que The Masked Marvel faz parte de um grupo de investigadores especiais (o mesmo recurso de trama fora utilizado, anteriormente, no seriado da Republic  The Lone Ranger ).
Em 1966, foi editado para televisão com 100 minutos, sob o título Sakima and the Masked Marvel.

## Sinopse
Masked Marvel é convocado por Warren Hamilton (Howard Hickman) e Martin Crane (William Forest) para investigar e acabar com a sabotagem de Sakima (Johnny Arthur).desconhecendo que o sócio Martin era aliado dos japoneses, Warren logo é eliminado. Alice (Louise Currie), filha de Warren, une-se a 4 agentes na luta contra Sakima. Um dos integrantes do quarteto de heróis revela a Alice ser Masked Marvel, e retira a máscara, mas apenas a heroína o vê, o público não fica sabendo até o final quem é o herói. No último episódio, “The Man Behind the Mask”, dois dos investigadores, Frank e Jim, já haviam morrido, e ao público restavam Bob e Terry para decidir quem era o Masked. No final, Bob Barton revelava ser o verdadeiro Mascarado.

## Elenco
- William Forrest … Martin Crane
- Louise Currie … Alice Hamilton
- Johnny Arthur … Mura Sakima, sabotador japonês
- Rod Bacon … Jim Arnold
- Richard Clarke … Frank Jeffers
- Anthony Warde … Mace
- David Bacon … Bob Barton
- Bill Healy … Terry Morton
- Howard C. Hickman … Warren Hamilton
- Tom Steele … Masked Marvel (e dois bandidos de Sakima, os quais são rapidamente mortos)
- Gayne Whitman … voz de Masked Marvel
- Charles Hutchison ... capanga (não-creditado)
- Herbert Rawlinson ... Mr. Kellering (não-creditado)
- Tom London (não-creditado)
- Nora Lane ... Secretária (não-creditada)
- Kenneth Harlan ... Guarda [Cp. 1] / Policial no carro [Cp. 3]

## Produção
The Masked Marvel foi orçado em $157,110, porém o custo final foi $179,960.
Foi filmado entre 14 de julho e 18 de agosto de 1943. Em termos de custo por capítulo, foi o terceiro seriado mais caro da Republic, atrás de Radar Men from the Moon  e The Tiger Woman. Foi o seriado número 1296.
The Masked Marvel é o reverso do velho tema do vilão misterioso, e enquanto a identidade do vilão é conhecida, a identidade do herói é mantida secreta e desconhecida do público até o último capítulo. À audiência são dadas pistas falsas sobre a identidade do herói em todo seriado. Quatro possíveis candidatos são apresentados: Bob Barton (David Bacon), Frank Jeffers (Richard Clarke), Terry Morton (Bill Healy) e Jim Arnold (Rob Bacon).
The Masked Marvel é na realidade o dublê Tom Steele em todas as tomadas, e no próprio final em que o herói retira sua máscara, ela é moldada diretamente do rosto de Steele. A voz de Masked Marvel era do ator de rádio Gayne Whitman. A despeito disso, a Tom Steele não foi dado nenhum crédito na tela durante a apresentação do filme, mesmo para as pequenas partes em que executou acrobacias, além do papel-título. A voz de Masked Marvel era de Gayne Whitman, uma vez que a voz natural de Steele era de tenor, algo semelhante a Henry Fonda, e não conseguiria gravar com a dureza necessária. No entanto, no mais visível papel secundário de Steele, como um assassino de assassinos, ele disfarça a sua voz, aparentemente acreditando que a sua voz natural seria usado para Marvel.
Bob Barton fez um papel considerado “amaldiçoado”. David Bacon conseguiu o papel porque quatro atores anteriores haviam se lesionado e eram incapazes de trabalhar. Enquanto filmava uma das cenas de luta, Bacon ficou ferido. "Eu provavelmente vou me machucar indo para casa no carro", ele brincou. Bacon foi encontrado morto, assassinado em seu carro apenas duas semanas após a produção do seriado ser concluída.
The Masked Marvel foi o único trabalho do roteirista George Plympton para a Republic.

### Cliffhangers
O capítulo quarto tem um pouco usual cliffhanger, "especialmente para a Republic", porque não tem nenhuma ação ou morte envolvidos. Em vez disso, Sakima, sentado atrás de sua mesa em seu porão secreto, simplesmente (embora incorretamente) anuncia: "Então, Jim Arnold é o Masked Marvel".

### Dublês
Além de interpretar o personagem principal, Tom Steele também foi o “Rod Ram” (coordenador de dublês) nesta série. Como dito acima, ele não recebeu crédito na tela para isso. O próprio Steele foi também dublado por um manequim na cena em que Marvel é jogado para fora do topo de um tanque de gás enorme. No caminho para baixo um dos braços do boneco é pego no aparelhamento do tanque e é claramente arrancado; no entanto, quando Marvel aparece na traseira do caminhão a seguir, ele tem os dois braços intactos.
Como resultado estranho de tanto se jogar o Masked Marvel e de tantas acrobacias, em uma cena de perseguição Tom Steele aparece no alto de uma escada.
Um dublê em particular, no capítulo 10, “Suicide Sacrifice”, é notável. Masked Marvel bate seu carro em um trole cheio de explosivos, a fim de evitar a destruição de um comboio de transporte de peças de aeronaves. Masked Marvel sobrevive saltando de lado no último segundo. Harmon e Glut escrevem que "a cena é tanto artesanal quanto emocionalmente perfeita".

## Lançamento

### Cinemas
A estreia oficial de The Masked Marvel' nos cinemas foi em 6 de novembro de 1943, apesar de atualmente ser considerada a data da disponibilização do 6º capítulo.

### Televisão
The Masked Marvel foi um dos 26 seriados da Republic reeditados para a televisão em 1966. O título foi mudado para Sakima and the Masked Marvel. Essa versão possui 100 minutos de duração.

## Crítica
Harmon e Glut descrevem The Masked Marvel como um "seriado excitante, um dos melhores da Republic". Eles especialmente observam "algumas das sequências de ação mais belamente fotografadas e editadas na história dos cliffhangers".
Cline escreve que a visão do herói "lutando suas próprias lutas" ao invés de ter a máquina de corte entre um ator e dublê, mais do que compensou a revelação, no último capítulo, quando o ator que interpreta Masked Marvel retira sua máscara e claramente se percebe que não é o mesmo ator fazendo o papel em cada cena. Esta cena é descrita como quase desanimadora e "deve ter sido um tanto embaraçosa"  This was one of Republic's best serials.

## Capítulos
1. The Masked Crusader (26min 11s)
2. Death Takes the Helm (15min 33s)
3. Drive to Doom/Dive to Doom (15min 33s)[7]
4. Suspense at Midnight (15min 33s)
5. Murder Meter (15min 33s)
6. Exit to Eternity (15min 33s)
7. Doorway to Destruction (15min 34s)
8. Destined to Die (15min 34s)
9. Danger Express (15min 33s)
10. Suicide Sacrifice (15min 33s)
11. The Fatal Mistake (15min 33s)
12. The Man Behind the Mask (15min 34s)

Fonte:.